# Meyer Abraham Halévy
Pour les articles homonymes, voir Halévy.
Meyer Abraham Halévy (4 avril 1900 à Piatra Neamț en Roumanie - 15 avril 1972 à Villejuif) est un Grand-rabbin roumain, éduqué à Paris, avant de devenir Grand-rabbin de Bucarest, Roumanie, qui revient en France, où il officie comme Grand-rabbin et où il meurt. Il est un historien et un philosophe.

## Éléments biographiques
Meyer Abraham Halévy est né le 4 avril 1900 à Piatra Neamț en Roumanie,,,. Son père est rabbin et sa mère vient d'une famille de rabbins.
Il étudie à la Yechiva Beit Israel de Buhuși.

### Études à Paris
En 1920, il reçoit une bourse pour étudier au Séminaire israélite de France, dont il sort diplômé rabbin en 1924. Il étudie à la Sorbonne, dont il obtient un doctorat sur les Apocryphes bibliques et Moïse en 1925. Il est diplômé en théologie de l'École des hautes études et en archéologie de l'École du Louvre.

### Rabbin en Roumanie

#### Rabbinat
En 1926, il retourne en Roumanie, où est nommé rabbin de Iași, en Moldavie.
Il est nommé rabbin de la communauté séfarade de Bucarest.
À Bucarest, il occupe différents postes de rabbin: la Grande synagogue de Bucarest (1927-1935), le Temple de l’Union Sacrée “Ahdut Kodesh”  (1935-1940), la Synagogue chorale de Bucarest (1940-1945)

#### Science du judaïsme
Meyer Abraham Halévy se fait l'avocat du Wissenschaft des Judentums (la Science du judaïsme).

#### Enseignant
De 1950 à 1963, il est chercheur à l'Académie roumaine.
Il enseigne l'histoire de la médecine à la Société roumaine d'histoire de la médecine de 1955 à 1963.

### Paris
Il quitte la Roumanie en 1963 et s'installe à Paris.
Il devient grand-rabbin du Consistoire à la Synagogue de la rue des Tournelles, où il succède au rabbin David Feuerwerker.
Il meurt le 15 avril 1972 à Villejuif et est inhumé dans le Cimetière parisien de Bagneux.

## Œuvres
- Catalogue des manuscrits et incunables de l'École rabbinique de France, 1924
- Légendes juives apocryphes sur la vie de Moïse. La Chronique de Moïse. L'Ascension de Moïse. La Mort de Moïse, Paris, P. Geuthner, 1925
- Le Commentaire sur le Lévitique de R. Joseph Bekhor-Schor, exégète français du Moyen Âge, publié pour la première fois d'après le manuscrit de Munich, 1924
- « Certaines sources apocryphes de l'histoire juive de l'Europe sud-orientale », Revue des études juives, vol. CXXVII, no 4,‎ 1968, p. 443-444

## Famille
Meyer Abraham Halévy est l'époux de Rebecca Landau. Ils ont deux fils, le Prof. Dr Simon Halévy, de New York et Joseph Halévy, de Belgique.